# استان پروجا
استان پروجا (به ایتالیایی: Province di Perugia) استانی در مرکزی کشور ایتالیا است. پروجا در منطقهٔ اومبریا قرار دارد و مرکز آن شهر پروجا است. مساحت این استان ۶٬۳۳۶ کیلومترمربع و جمعیت آن طبق سرشماری سال ۲۰۱۱ میلادی، تقریباً ۶۵۹٬۵۳۸ نفر بوده‌است.

## نگارخانه

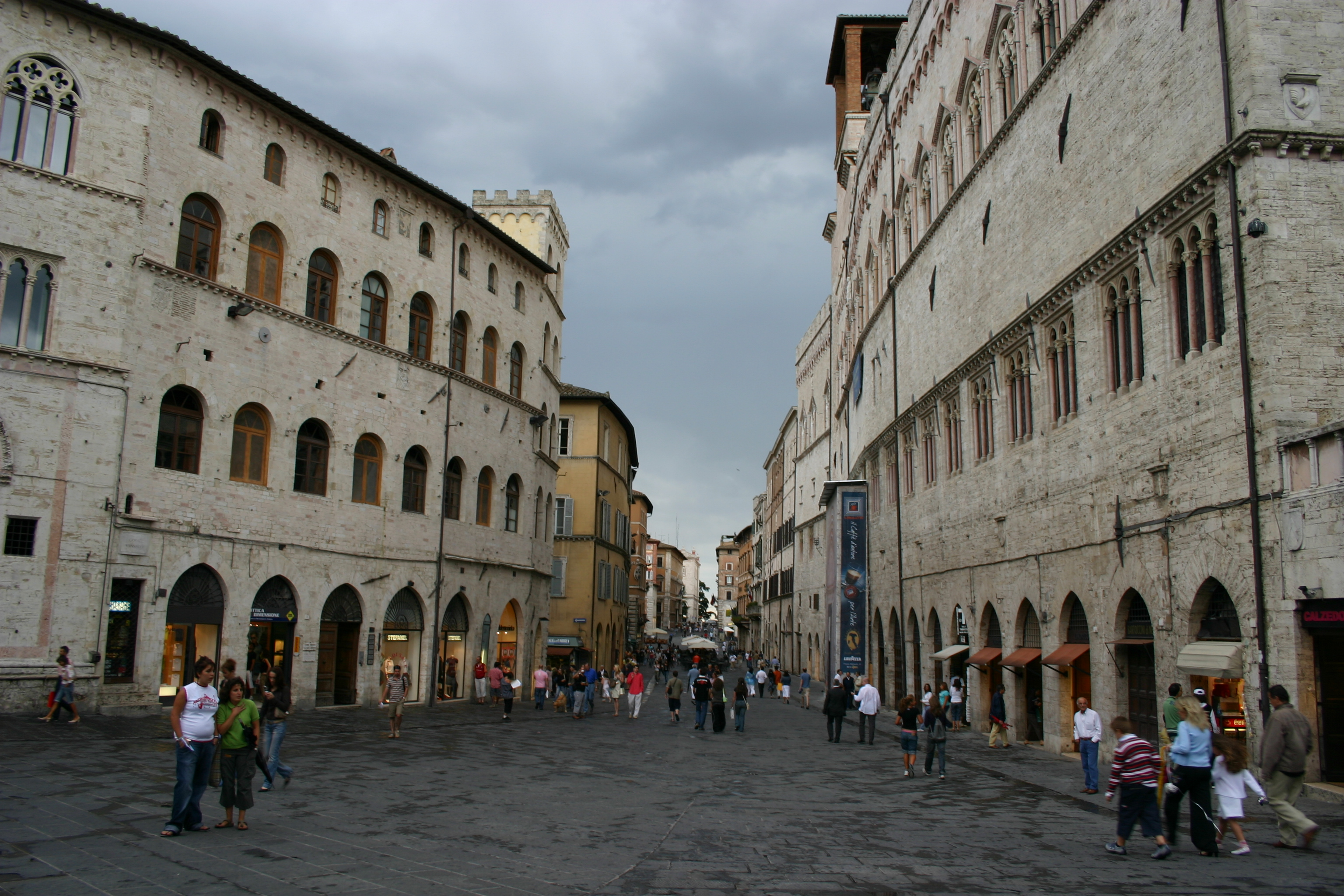
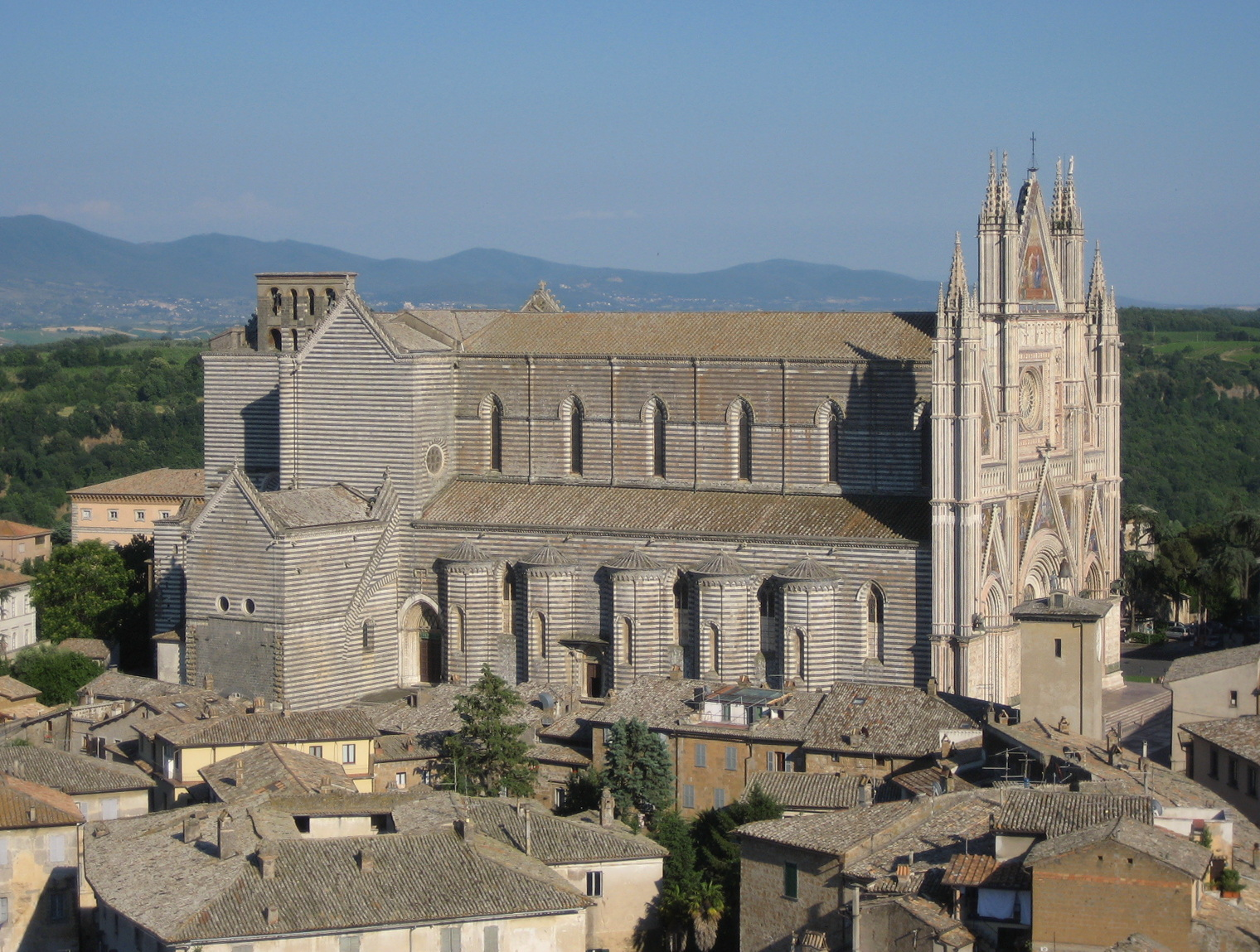
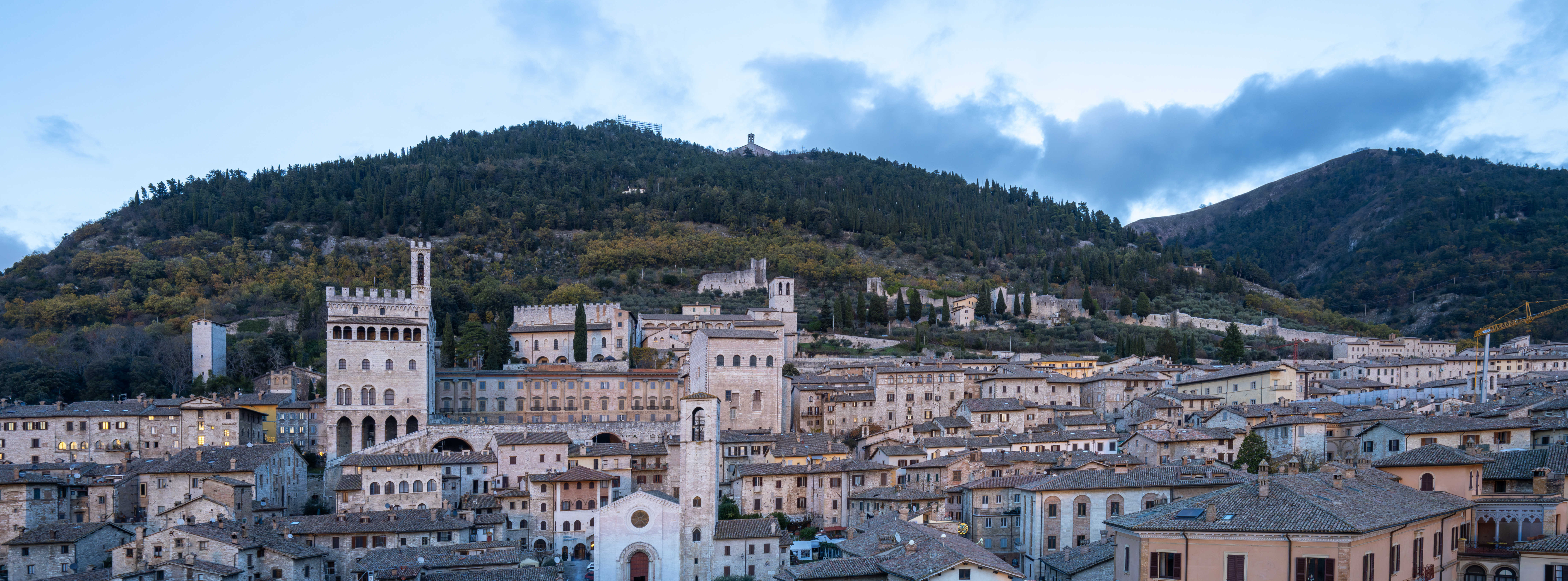
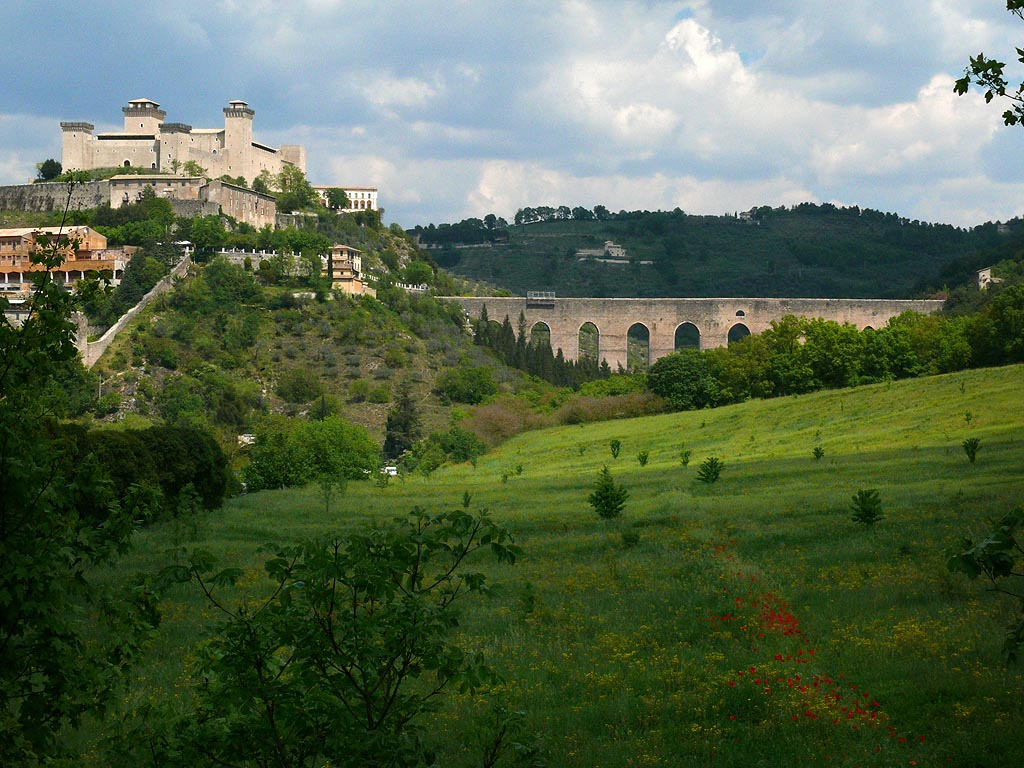
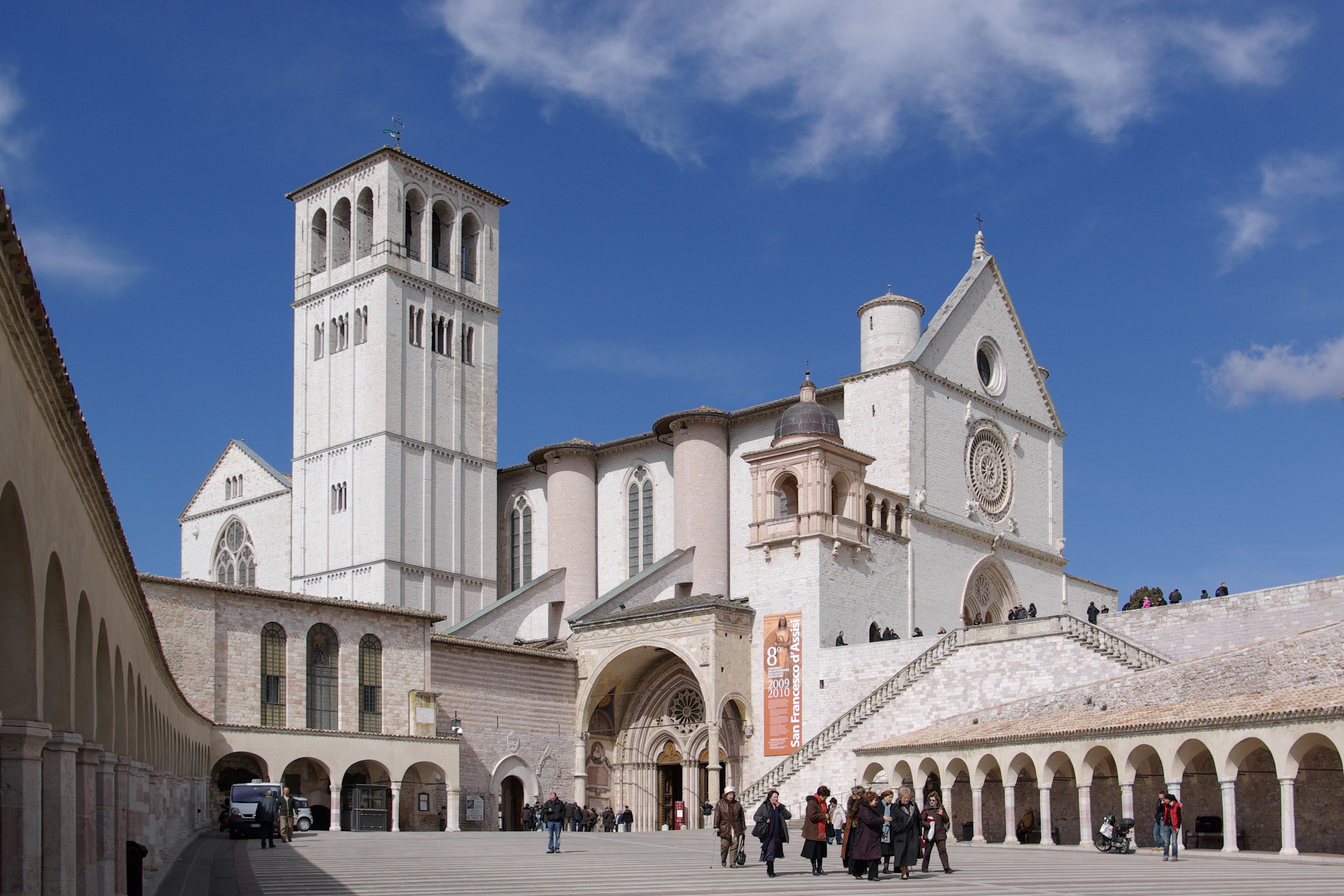